# Koninklijke Smeets Offset
Koninklijke Smeets Offset was een bekende drukkerij te Weert. In mei 2019 is deze vestiging failliet gegaan na een overname door Investeringsbedrijf Shato.

## Begin
De oudst bekende telg van het geslacht Smeets (of: Schmytz) leefde van 1660-1709 en was burgemeester en schepen van Swalmen. Binnen dit geslacht was het Matthias Hubertus Smeets (Maasbracht, 1806 - Weert, 1853) die in 1825 met Johanna Josepha Jacobs trouwde. In 1828 verhuisden ze naar Weert en begonnen een winkeltje in kantoorbehoeften, annex boekbinderij en drukkerij. In 1831 werd voor het eerst een Almanak uitgegeven. Tot 1837 was het tevens postkantoor, en ook was hij lid van de Garde Civique die de Belgische Onafhankelijkheidsoorlog steunde: Veel Weertenaren waren tegen de aanhechting aan de noordelijke Nederlanden.
In Antwerpen had Matthias regelmatig contact met drukkerij Plantijn, van waar hij de steendruktechniek naar Weert bracht, voor het drukken van onder meer bidprentjes.
Na Matthias' dood in 1853 zette diens weduwe het bedrijf voort en uiteindelijk werd het voortgezet door de zoon Franciscus Joseph Emmanuel Hubertus Smeets (Maasbracht, 1826 - 1904). Het kreeg de naam: Boek- en Steendrukkerij Emmanuel Smeets. Vanaf 1867 drukte men er het Nieuws- en Advertentieblad voor het Kanton Weert. In 1875 schafte hij hiervoor een boekdrukpers aan en tot 1885 werden nog vier snelsteendrukpersen bijgekocht. In 1894 kocht men een grotere drukkerij aan de Hegstraat. Emmanuel trouwde met Jet van Thiel en hun zoons Emanuel jr. (1867- ) en Joseph (1868- ), welke de zaak voortzetten als Vennootschap onder Firma Emmanuel Smeets, wat in 1922 de N.V. Emmanuel Smeets zou heten.

## Verdere ontwikkeling
In 1906-1907 kwam aan de Nieuwstraat een nieuwe drukkerij gereed, en de firma kreeg het predicaat: Hofleverancier. Er werden onder meer sigarenbandjes en reclamemateriaal voor Philips gedrukt. Joseph's oudste zoon, Henri Smeets (1906-?) kwam in 1924 eveneens in de zaak. Toen werkten er 150 mensen en stonden er 13 steendruk(snel)persen, 8 snijmachines, 10 degelpersen en 3 boekdrukpersen. In 1927 werd een bijkantoor in Londen en in 1929 één in Amsterdam geopend.
In 1947 werd de drukkerij verdubbeld en ook gemoderniseerd. Aan de Stationsstraat kwam een voorgevel met een mozaïek van Charles Eyck. Verkoopkantoren werden opgericht in België (1945), de Bondsrepubliek Duitsland (1950) en Frankrijk (1955). In 1950 werd de eerste vierkleurenvellenoffset van Nederland aangeschaft, en ook de fotolithografie werd ingevoerd. Nieuwe technieken deden hun intrede, en in 1967 werd aan de Molenveldstraat 110 een zeer grote, moderne drukkerij in gebruik genomen. In 1980 werkten er 950 mensen. Er werden vele zaken gedrukt, zoals het officiële staatsieportret van Koningin Juliana, reproducties voor onder meer Openbaar Kunstbezit en dergelijke. Ook de edities van Life en Time voor continentaal Europa werden er gedrukt. Eén van de andere vermeldenswaardige projecten was de Grote Spectrum Encyclopedie.
In 1968 werd Smeets Offset B.V. onderdeel van het VNU-concern. Smeets mocht nog wel een eigen gezicht behouden. In 1980, bij het 150-jarig jubileum, verwierf het bedrijf het predicaat: Koninklijke.

## Heden
Tegenwoordig is de Weerter drukkerij onderdeel van de Roto Smeets Group (RSG), welke  internationaal opereert, uit een 20-tal vennootschappen bestaat en waarbij in 2014 gemiddeld 1368 mensen werkten. 
RSG was beursgenoteerd maar hieraan kwam in 2015 een einde. RSG werd medio dit jaar onderdeel van het in Deventer gevestigde International Media Solutions B.V. (IMS). In Nederland zijn er de productiebedrijven in Etten-Leur, Senefelder Misset in Doetinchem, Roto Smeets Deventer en Roto Smeets Weert. In Hongarije draait ook nog Antok in Celldömölk onder de RSG-vlag. 
In 2017 is Roto Smeets overgenomen door het in Amstelveen gevestigde CirclePrinters Holding (CPH), dat weer deels in handen is van het Londense Clearwater International; directeur van CPH is Peter Andreou. Roto Smeets in Deventer werd in 2019 failliet verklaard.